# Gil Darcy
Pour les articles homonymes, voir Darcy.
Gil Darcy est le nom de plume et le pseudonyme collectif créé par Georges-Jean Arnaud pour l'écriture de la série de romans d'espionnage Luc Ferran.

## Les auteurs
Outre Georges-Jean Arnaud qui écrit vingt et un romans, participent à la série Jean-Pierre Bernier (vingt-cinq romans), Michel Beaudet, Jean-Michel Sorel, Raymond Forestier, Jean Buré (trente romans), Jean-Claude Boyer, François Lourbet, Jean Roussel, Roland Bonnet, Roger Vilatimo (vingt et un romans). Le Dictionnaire des littératures policières indique l'éventualité de la participation de Françoise d'Eaubonne et de Georges Heil.

## Œuvre

### Romans

#### SérieLuc Ferran
Tous publiés dans collection Espionnage des Éditions de l'Arabesque :
- Luc Ferran du N.I.D., no 74 (1958), réédition no 282 (1963)
- Luc Ferran attaque, no 76 (1958)
- Luc Ferran liquide, no 78 (1958), réédition no 609 (1970)
- Luc Ferran s'acharne, no 82 (1958), réédition no 610 (1970)
- I.D. 18 bagarre sec, no 84 (1958)
- Luc Ferran contre X, no 88 (1958)
- Sérénade pour Luc Ferran, no 90 (1959), réédition no 593 (1969)
- Un cercueil pour Luc Ferran, no 92 (1959)
- Luc Ferran boit du pulque, no 94 (1959)
- Luc Ferran et la Geisha, no 96 (1959)
- Luc Ferran s'enferre, no 99 (1959)
- Luc Ferran n'aime pas les blondes, no 102 (1959), réédition no 612 (1970)
- Luc Ferran feinte en Finlande, no 105 (1959), réédition no 420 (1965)
- Luc Ferran fait mouche, no 107 (1959)
- Luc Ferran fait le mort, no 110 (1959)
- Luc Ferran suit son I.D., no 113 (1959)
- Luc Ferran et la Veuve, no 116 (1959), réédition no 375 (1965)
- L'Héroïne pour Luc Ferran, no 119 (1960)
- Luc Ferran cherche la femme, no 122 (1960)
- Luc Ferran triche en Autriche, no 124 (1960)
- Luc Ferran mène la danse, no 127 (1960)
- Luc Ferran pêche-en eau trouble, no 130 (1960)
- Luc Ferran navigue, no 133 (1960)
- Luc Ferran bloque le bloc, no 137 (1960)
- Luc Ferran ruse en Russie, no 140 (1960)
- Chassé-croisé pour Luc Ferran, no 143 (1960)
- Luc Ferran cravache, no 147 (1960)
- Luc Ferran riposte, no 151 (1960) (1960)
- Pas de vacances pour Luc Ferran, no 155 (1960), réédition no 616 (1970)
- Luc Ferran fonce en Grèce, no 159 (1960)
- Corrida pour Luc Ferran, no 163 (1961)
- Pleins feux sur Luc Ferran, no 167 (1961)
- Luc Ferran dans le brouillard, no 171 (1961)
- Pas de mission pour Luc Ferran, no 175 (1961)
- Requiem pour Luc Ferran, no 179 (1961)
- Luc Ferran tente le diable, no 183 (1961)
- Luc Ferran et le Moine, no 186 (1961)
- Luc Ferran met la gomme, no 189 (1961)
- Pas de pardon pour Luc Ferran, no 193 (1961), réédition no 615 (1970)
- Luc Ferran ne perd pas le nord, no 197 (1961)
- Luc Ferran préfère les brunes, no 201 (1961), réédition no 613 (1970)
- Des chrysanthèmes pour Luc Ferran, no 205 (1962)
- Luc Ferran fait cavalier seul, no 209 (1962)
- À ta santé Luc Ferran, no 213 (1962)
- Luc Ferran voit rouge, no 217 (1962)
- Luc Ferran franchit le pont, no 221 (1962)
- Coup bas pour Luc Ferran, no 225 (1962)
- Luc Ferran joue et gagne, no 229 (1962)
- Luc Ferran ferme le ban, no 233 (1962)
- Luc Ferran gagne la belle, no 237 (1962), réédition no 619 (1970)
- S.O.S. pour Luc Ferran, no 241 (1962)
- Pas de problème pour Luc Ferran, no 245 (1962)
- Luc Ferran donne sa langue, no 249 (1962)
- Luc Ferran conduit le bal, no 253 (1963)
- Panier de crabes pour Luc Ferran, no 258 (1963)
- Luc Ferran sonne le glas, no 262 (1963)
- Surprise-party pour Luc Ferran, no 266 (1963)
- Luc Ferran traque la mort, no 270 (1963)
- Des Esquimaux pour Luc Ferran, no 274 (1963)
- Luc Ferran crache le feu, no 278 (1963), réédition no 460 (1966)
- Sale Temps pour Luc Ferran, no 286  (1963)
- Pas de paix pour Luc Ferran, no 290 (1963)
- Luc Ferran s'amuse, no 295 (1963)
- Tonnerre pour Luc Ferran, no 300 (1963)
- Luc Ferran change de dame, no 305 (1963)
- Luc Ferran fait des étincelles, no 310 (1964)
- Le Calvaire de Luc Ferran, no 315 (1964)
- Luc Ferran a des sueurs froides, no 320 (1964)
- Luc Ferran perd une manche, no 325 (1964)
- Luc Ferran contre Interpol, no 330 (1964)
- Luc Ferran prend sa revanche, no 335 (1964), réédition no 618 (1970)
- La Belle de Luc Ferran, no 345 (1964)
- Luc Ferran, espion à gages, no 350 (1964)
- Luc Ferran sauve son idole, no 355 (1964)
- Match nul pour Luc Ferran, no 360 (1964)
- Luc Ferran fait des ravages, no 365 (1965)
- Luc Ferran bloque le piège, no 370 (1965)
- Luc Ferran se rebiffe, no 380 (1965)
- Brelan de dames pour Luc Ferran, no 385 (1965)
- Interlude pour Luc Ferran, no 390 (1965)
- Luc Ferran s'accroche, no 400 (1965)
- Luc Ferran fait école, no 405 (1965)
- Dynamite pour Luc Ferran, no 410 (1965)
- Luc Ferran suit le fil, no 415 (1965)
- Luc Ferran, échec au satellite, no 425 (1966)
- Luc Ferran quitte le N.I.D., no 430 (1966)
- Luc Ferran et son Noël rouge, no 435 (1966)
- Luc Ferran est trahi, no 440 (1966)
- Luc Ferran sauve la base, no 445 (1966)
- Luc Ferran, objectif truqué, no 450 (1966)
- Luc Ferran joue les beatniks, no 455 (1966)
- Luc Ferran, week-end au château, no 462 (1966)
- Luc Ferran et le Réseau radioactif, no 465 (1966)
- Luc Ferran, S.O.S. pour ID. 18, no 470 (1966)
- Luc Ferran, escalade diabolique, no 475 (1967)
- Luc Ferran écrase le complot, no 480 (1967)
- Luc Ferran feinte et ruse, no 485 (1967)
- Luc Ferran, déluge brésilien, no 490 (1967)
- Luc Ferran, bas les masques, no 495 (1967)
- Luc Ferran affronte le loup, no 500 (1967)
- Luc Ferran se jette au feu, no 505 (1967)
- Luc Ferran chez les guérilleros, no 510 (1968)
- Luc Ferran chasse en Éthiopie, no 515 (1968)
- Luc Ferran défie le diable, no 520 (1968)
- Luc Ferran, symphonie en rouge et noir, no 525 (1968)
- Luc Ferran sème la terreur, no 530 (1968)
- Luc Ferran met le paquet, no 535 (1968)
- Luc Ferran frappe sec au Québec, no 540 (1968)
- Luc Ferran traque le virus, no 545 (1968)
- Luc Ferran ne fait pas de cadeaux, no 550 (1968)
- Luc Ferran broie du noir, no 555 (1968)
- Luc Ferran abat le condor, no 560 (1969)
- Drôle de balade pour Luc Ferran, no 565 (1969)
- Luc Ferran sur la brèche, no 570 (1969)
- Luc Ferran ouvre le feu, no 575 (1969)
- Luc Ferran traque la femme, no 580 (1969)
- Amère Mission pour Luc Ferran, no 585 (1969)
- Coups fourrés pour Luc Ferran, no 589 (1969)
- Guérilla pour Luc Ferran, no 597 (1969)
- Luc Ferran mène le train, no 601 (1969)
- Luc Ferran joue serré, no 605 (1969)

### Nouvelles
- Réseau Nazi, Espionnage-Magazine no 5 (janvier 1960)
- Faux Billets, Espionnage-Magazine no 6 (février 1960)
- Scotch pour Luc Ferran, Espionnage-Magazine no 7-8 (février 1960)

## Sources
: document utilisé comme source pour la rédaction de cet article.
- Claude Mesplède (dir.), Dictionnaire des littératures policières, vol. 1 : A - I, Nantes, Joseph K, coll. « Temps noir », 2007, 1054 p. (ISBN 978-2-910-68644-4, OCLC 315873251), p. 532-533